# Eburodacrys eurytibialis
Eburodacrys eurytibialis är en skalbaggsart som beskrevs av Monné och Martins 1992. Eburodacrys eurytibialis ingår i släktet Eburodacrys och familjen långhorningar. Inga underarter finns listade i Catalogue of Life.